# 森特章克申 (愛荷華州)
森特章克申（英語：Center Junction）是一個位於美國愛荷華州瓊斯縣的城市。

## 地理
森特章克申的座標為42°06′56″N 91°05′17″W / 42.11556°N 91.08806°W，而該地的平均海拔高度為277米（即909英尺）。

## 人口
根據2010年美國人口普查的數據，森特章克申的面積為1.42平方千米，當中陸地面積為1.42平方千米，而水域面積為0.00平方千米。當地共有人口111人，而人口密度為每平方千米78人。